# Quitman (Mississippi)
Quitman is een plaats (city) in de Amerikaanse staat Mississippi, en valt bestuurlijk gezien onder Clarke County.

## Demografie
Bij de volkstelling in 2000 werd het aantal inwoners vastgesteld op 2463.
In 2006 is het aantal inwoners door het United States Census Bureau geschat op 2373, een daling van 90 (-3.7%).

## Geografie
Volgens het United States Census Bureau beslaat de plaats een oppervlakte van
15,3 km², waarvan 13,4 km² land en 1,9 km² water. Quitman ligt op ongeveer 81 m boven zeeniveau.

## Plaatsen in de nabije omgeving
De onderstaande figuur toont nabijgelegen plaatsen in een straal van 32 km rond Quitman.